# モハンマド・レザー・ハーンザーデ
モハンマド・レザー・ハーンザーデ(1991年5月11日-)はイラン・テヘラン出身のサッカー選手。ポジションはDF。

## 経歴

### クラブ
2012年6月2日、ペルセポリスFCと3年契約を結んだ。
2013-14シーズンはゾブ・アハンFCに期限付き移籍をした。ゾブ・アハンではリーグ戦15試合に出場。

### 代表
2018 FIFAワールドカップを戦うA代表の本大会メンバーに選出された。

## 代表歴

### 出場大会
- イラン代表
  - 2018 FIFAワールドカップ

### 試合数
- 国際Aマッチ 13試合 1得点（2012年-2018年）[2]

| イラン代表 | 国際Aマッチ | 国際Aマッチ |
| 年         | 出場        | 得点        |
| ---------- | ----------- | ----------- |
| 2012       | 3           | 0           |
| 2013       | 1           | 0           |
| 2014       | 3           | 0           |
| 2015       | 0           | 0           |
| 2016       | 0           | 0           |
| 2017       | 0           | 0           |
| 2018       | 6           | 1           |
| 通算       | 13          | 1           |